# Рийдли (град, Калифорния)
Рийдли (на английски: Reedley) е град в окръг Фресно, щата Калифорния, САЩ. Рийдли е с население от 25 620 жители (по приблизителна оценка от 2017 г.) и обща площ от 11,6 km². Намира се на 106 m надморска височина. ЗИП кодовете му са 93654, а телефонният му код е 559.